# Ermita de Sant Sebastià (Sant Miquel de Fluvià)
Ermita de Sant Sebastià és una església del municipi de Sant Miquel de Fluvià (Alt Empordà) inclosa en l'Inventari del Patrimoni Arquitectònic de Catalunya.

## Descripció
Aquesta ermita es troba al cim d'un pujol a un quilòmetre al nord del poble. És una petita capella d'una nau amb capçalera semicircular. A la façana hi ha la porta, rectangular, i més amunt un ull de bou quatrilobulat, amb la inscripció: SEBASTIA PAGES ME F DIE 17 MAIG 1716. A la part superior hi resten les dues pilastres, sense arcs, d'un petit campanar de cadireta. Al murs laterals hi trobem contraforts, i a cadascun d'aquest murs s'hi obriren finestres en època moderna. La volta de la nau és de canó i acaba en un tram de quart d'esfera a l'extrem de llevant, al presbiteri.